# Forte de Corjuem
O Forte de Corjuem localiza-se entre o concelho de Bardez e o de Sanquelim, no estado de Goa, na costa oeste da Índia.

Isolado em uma pequena ilha no rio de Mapuçá e pouco conhecido, encontra-se em precário estado de conservação, envolto pela vegetação. Alguns trechos dos seus antigos muros podem ser vistos próximo ao porto do ferry-boat em Aldona.

## História
Até ao século XVIII o Mapuçá servia de limite natural entre os domínios dos muçulmanos e os portugueses. Estes últimos, entretanto, em 1705 iniciaram uma expansão para o leste, datando desta fase a construção do forte.
De acordo com uma lenda local, um dos defensores do forte foi Maria Ursula d'Abreu e Lencastro, uma portuguesa que se disfarçou de soldado e viajou pelo mundo fora. Chegada a Corjuem como soldado, foi, no entanto, descoberta após ser capturada e despida, vindo no final a casar-se com o capitão do forte.